# Jiří Hájíček
Jiří Hájíček (České Budějovice, 11 de septiembre de 1967) es un escritor y periodista checo.

## Biografía
Jiří Hájíček pasó su infancia en Týn nad Vltavou, donde completó su educación secundaria. Se licenció en la Escuela de Agricultura de České Budějovice y trabajó en el sector agrario durante tres años. Desde 1993 trabaja como empleado de banca.

## Obra
Después de sus inicios como poeta en Zelené peři, programa de radio de Mirek Kovářík, Jiří Hájíček se ha dedicado a escribir textos de ficción ambientados en el tiempo presente.
Su narrativa refleja la realidad cotidiana checa tras la caída del telón de acero, así como el surgimiento de nuevas oportunidades tanto laborales como en la vida en general, factores que afectan en gran medida a sus personajes principales.
El protagonista de casi todas las obras de Hájíček es «Pavel», que si bien no es una única persona con un mismo carácter, aparece siempre como un frágil y melancólico joven que vive en el medio rural del sur de Bohemia.
El lector entrevé los distintos acontecimientos a través de las percepciones y sentimientos del joven, cuya sinceridad acrecienta la verosimilitud de la historia.
Sin embargo, la novela Dobrod ruzi hlavního proudu (2002), rompe parcialmente con el anterior esquema; en ella, el flujo de la narración alterna entre el citado Pavel y su novia Dominika y, por vez primera, está ambientada en Praga. Está enmarcada a finales de los 80, cuando Pavel es un brillante estudiante con un prometedor futuro como investigador.
Su posterior novela Selský baroko (2005) fue galardonada con el premio Magnesia Litera en 2006. La narración, nuevamente ambientada en un pueblo de la Bohemia meridional, aborda el tema de la culpa y el castigo, en este caso planteando el conflicto entre la individualidad y la malevolencia del régimen comunista de la década de 1950.
La obra ha sido traducida al inglés, italiano, croata y húngaro.
En 2013 Hájíček recibió de nuevo el premio Magnesia Litera —en este caso en el apartado Libro del año— por su obra Rybí krev (2012).
La novela, ambientada también en la campiña del sur de Bohemia, narra como la protagonista regresa a la casa de su aldea natal tras haber permanecido quince años en el extranjero.
Pero el lugar en el que ella había imaginado instalarse, casarse y trabajar como maestra de escuela, aparece ante sus ojos como un pueblo fantasma.
La narración aborda también la construcción de la central nuclear de Temelín, que conllevó la demolición de seis pueblos de la zona.

En 2014 Hájíček publicó un libro de veinte relatos cortos que, además de incluir tres relatos inéditos, recopila narraciones selccionadas de anteriores trabajos como Snídaně na refýži (1998) y Dřevěný nůž (2004). 
La obra lleva por título Vzpomínky na jednu vesnickou tancovačku (en español «memorias de una danza de pueblo»).

## Obras
- Snídaně na refýži (1998), colección de relatos.
- Zloději zelených koní (2001), novela.
- Dobrodruzi hlavního proudu (2002), novela.
- Dřevěný nůž (2004), colección de cuentos.
- Selský baroko (2005), novela galardonada con el premio Magnesia Litera.
- Fotbalové deníky (2007), novela corta.
- Rybí krev (2012), novela.
- Vzpomínky na jednu vesnickou tancovačku (2014)
- Plachetnice na vinĕtách (2020), novela.